# Norops cupreus
Norops cupreus är en ödleart som beskrevs av  Hallowell 1860. Norops cupreus ingår i släktet Norops och familjen Polychrotidae. Inga underarter finns listade i Catalogue of Life.